# Judith Forca i Ariza
Judith Forca Ariza (Sabadell, Vallès Occidental, 7 de juny de 1996) és una waterpolista catalana, campiona europea. És una jugadora esquerrana i milita al CN Sabadell. Ha format part de l'equip espanyol al Jocs Olímpics i als Campionats d'Europa i del Món.
Ha estat campiona de la lliga espanyola (2011-19), la Copa de la Reina (2011-15, 2017-20), la Supercopa d'Espanya (2009-18, 2020), la Copa d'Europa (2011, 2013, 2014, 2016, 2019) i la Supercopa d'Europa (2013, 2014, 2016) i també subcampiona de la Copa d'Europa (2015, 2018), la Supercopa d'Europa (2012, 2019), la Supercopa d'Espanya (2019) i la Copa de la Reina (2016).
Com a membre de la selecció espanyola, participà en el Campionat del Món (2015, 2017, 2019) –en què es proclamà subcampiona (2017, 2019)–, el Campionat d'Europa (2014, 2020) i en els Jocs Olímpics de Rio de Janeiro (2016), on aconseguí un diploma olímpic. Fou medalla d'or als Jocs Mediterranis de Tarragona (2018) i medalla de bronze a l'Europeu (2018).
L'any 2023 Judith Forca va ser escollida millor waterpolista europea. Va formar part de l'equip espanyol de waterpolo a Paris 2024 que va guanyar la medalla d'or.

## Palmarès
Selecció espanyola
- 1 medalla d'or als Jocs Olímpics de Paris 2024
- 1 medalla d'argent als Jocs Olímpics de Tòquio 2020
- 3 medalles d'argent al Campionat del Món de waterpolo: 2017, 2019, 2023
- 1 medalla de bronze al Campionat del Món de waterpolo: 2024